# Cerimonia di apertura dei Giochi della XXXI Olimpiade

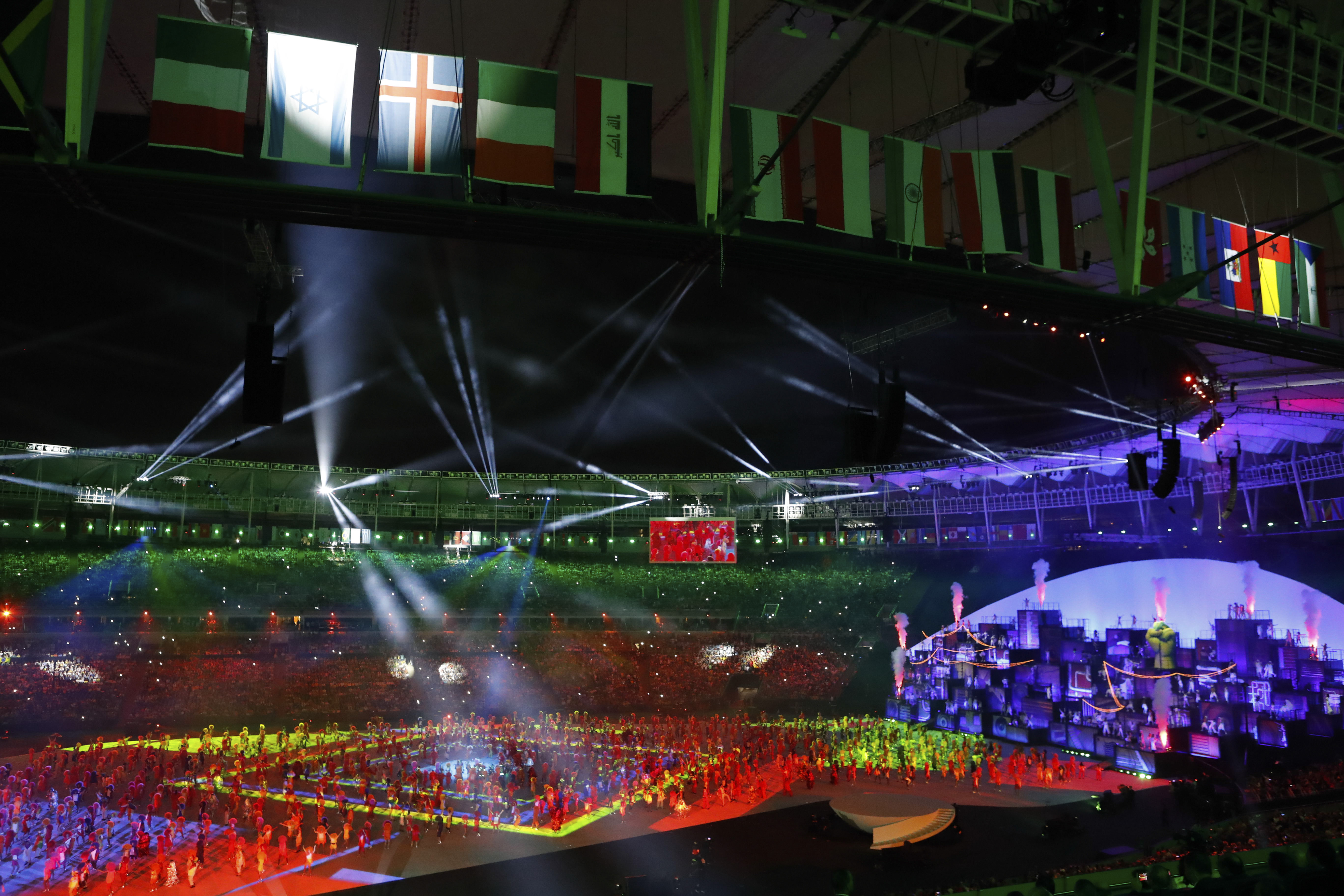
Apertura dei Giochi della XXXI Olimpiade

La cerimonia di apertura dei Giochi della XXXI Olimpiade si è svolta il 5 agosto 2016 a partire dalle ore 20:00 (BRT) presso lo stadio Maracanã di Rio de Janeiro. Come previsto dalla Carta Olimpica, l'evento ha compreso sia la cerimonia formale d'apertura, cioè i discorsi di benvenuto, il sollevamento delle bandiere e la sfilata degli atleti, sia uno spettacolo artistico sulla cultura del paese ospitante.

## Preparativi
Il produttore esecutivo della cerimonia è stato Marco Balich, mentre i direttori creativi sono stati il regista Fernando Meirelles, il produttore Daniela Thomas e Andrucha Waddington. Deborah Colker, invece, una delle più celebri coreografe del Brasile, ha preparato il cast di oltre 6 000 volontari che hanno danzato alla cerimonia di apertura.
Meirelles ha dichiarato che le cerimonie dei Giochi della XXXI Olimpiade avrebbero avuto un budget significativamente inferiore a quello di altre Olimpiadi recenti, circa solo il 10% del costo totale speso per le cerimonie delle Olimpiadi del 2012. Esponendo la sua idea, egli ha spiegato che sarebbe stata "una vergogna sprecare ciò che Londra ha speso [per le cerimonie] in un paese in cui abbiamo bisogno di servizi igienico-sanitari, in cui l'istruzione ha bisogno di soldi. Quindi sono molto contento che non stiamo spendendo soldi come matti. Sono felice di lavorare con questo budget basso perché ha senso per il Brasile". Meirelles ha inoltre detto che a causa del budget inferiore, la cerimonia non avrebbe avuto idee "high-tech", come scenari e droni in movimento; il direttore della cerimonia Leonardo Caetano ha quindi continuato affermando che il concetto della cerimonia è stato quello di enfatizzare "l'originalità" sul "lusso", e di "compensare con la creatività, il ritmo e l'emozione".
Il 15 luglio 2016, è stato annunciato che Anitta, Caetano Veloso e Gilberto Gil si sarebbero esibiti durante la cerimonia di apertura. Gil e Veloso avevano anche partecipato come consulenti creativi per la cerimonia. Il direttore creativo Daniela Thomas ha spiegato che il loro coinvolgimento è stato pensato in modo da riflettere la "migliore" musica brasiliana. Nonostante l'annuncio del suo ritiro dalle passerelle, anche la modella brasiliana Gisele Bündchen ha preso parte alla cerimonia di apertura.

## Programma

### Prologo

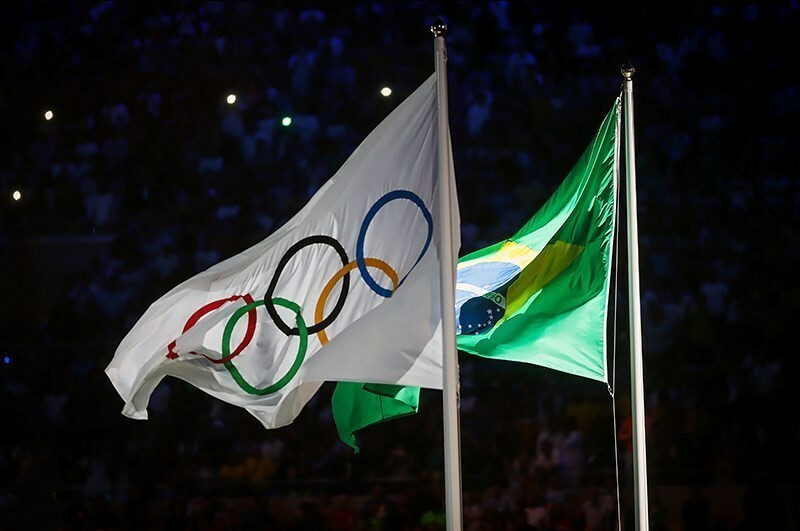
La bandiera olimpica e la bandiera del Brasile issate su due pennoni presenti allo Stadio Maracanà

La cerimonia di apertura dei XXXI Giochi olimpici estivi si è svolta presso lo Stadio Maracanã di Rio de Janeiro. Ha avuto inizio alle 20:00 con immagini aeree della città in un video musicale con la canzone Aquele Abraço cantata da Luiz Melodia. Dopo la proiezione delle prime immagini è stato presentato il presidente del Comitato Olimpico Internazionale, il tedesco Thomas Bach. Il cantante Paulinho da Viola a poi eseguito un suo particolare arrangiamento dell'inno nazionale brasiliano con la chitarra e accompagnato da un'orchestra d'archi, mentre la bandiera del Brasile veniva issata su uno dei due pennoni presenti nello stadio (il secondo andrà poi a sostenere la bandiera olimpica).

### Performance artistiche
Le performance artistiche sono state animate da un omaggio allo spirito del gambiarra, definito dagli organizzatori come "il talento brasiliano di trarre il massimo dal nulla". Nella parte iniziale della cerimonia di apertura sono stati utilizzati cuscini gonfiabili laminati durante la sequenza del conto alla rovescia, il design brasiliano è stato onorato con riferimenti ad Athos Bulcão, geometria indigena, stampe africane e piastrelle portoghesi.

### Nascita della vita
Questa parte dell'apertura è anche un omaggio alla foresta amazzonica, la cui maggior parte ricopre il paese. Segue la rappresentazione della nascita delle immense foreste che ricoprivano il Brasile e l'arrivo dei portoghesi. Fin dall'inizio della vita, la cerimonia ha illustrato la formazione dei popoli indigeni, il cui ingresso era rappresentato da 72 ballerini delle due principali associazioni del Festival Parintins.

### Metropolis
Un gruppo di parkour (il meme e l'attività hanno avuto origine a Rio) ha attraversato il palco e saltato sulle proiezioni dei tetti degli edifici nella cerimonia che ha evidenziato l'urbanizzazione del Brasile contemporaneo, concentrata nelle grandi città. Al suono della classica canzone "Construção", di Chico Buarque, degli acrobati scalano le facciate degli edifici e montano un muro, dietro il quale si trova una riproduzione dell'aereo 14-bis, volato nella vita reale 110 anni prima nella periferia di Parigi. è arrivato con un attore che interpretava l'inventore brasiliano Santos-Dumont. Il 14-bis ha volato da Maracanã attraverso le principali attrazioni di Rio mentre Samba do Avião di Antônio Carlos Jobim suonava fino a quando, mentre l'aereo sorvolava Ipanema, sfumava in "La ragazza di Ipanema", interpretato da Daniel Jobim, nipote di Jobim.

### La sequenza della passerella di Bündchen
Prima della cerimonia di apertura, era stato riferito che Bündchen sarebbe stato vittima di una rapina durante la sequenza sulla passerella, ma il direttore della cerimonia ha poi rivelato che la scena coinvolgeva effettivamente un venditore di cibo che correva verso Bündchen, chiedendole di farsi un selfie con lei, e che è stato tagliato perché "non era divertente".

### Voci dalla favela
Dopo Ipanema, le favelas si sono rappresentate a suon di samba e funk carioca, con la diva Elza Soares, che ha suonato il "Canto de Ossanha", e Ludmilla, che ha cantato il "Rap da Felicidade". Successivamente, il rapper Marcelo D2 e il cantante Zeca Pagodinho hanno simulato un duello di ritmi, con quest'ultimo che ha cantato la hit del 2002 "Deixa A Vida Me Levar" (questa canzone è stata anche il tema della vittoriosa campagna della squadra brasiliana ai Mondiali FIFA 2002). Seguirono i rapper della nuova generazione Karol Conká e MC Sofia. Spettacoli culturali che simulavano conflitti mentre il maracatu e il bumba-meu-boi condividevano il palco dello stadio.

### Sequenza del cambiamento climatico
Durante la cerimonia è stato presentato anche un breve video sul cambiamento climatico di origine antropica, uno dei temi dell'evento. Il video, narrato dall'attrice candidata all'Oscar brasiliano Fernanda Montenegro e dall'attrice vincitrice del British Academy Award Judi Dench, che leggeva anche la poesia di Carlos Drummond de Andrade "Il fiore e la nausea", presentava la spirale visiva di Ed Hawkins che indicava l'aumento delle temperature globali.

### Sfilata degli atleti
Successivamente, le delegazioni in rappresentanza di 207 squadre hanno marciato nello stadio durante la Parata delle Nazioni tradizionalmente guidata dalla Grecia, sede delle prime Olimpiadi. Il pubblico ha applaudito calorosamente le altre squadre dell'America Latina, in particolare Spagna, Stati Uniti, Canada, Italia, Portogallo e Russia. Tuttavia, l'applauso più grande (a parte quello della nazione ospitante) è arrivato quando la squadra degli Atleti Rifugiati è entrata nello stadio proprio davanti alla squadra brasiliana. Hanno ricevuto una standing ovation dal pubblico.

### Apertura dei Giochi

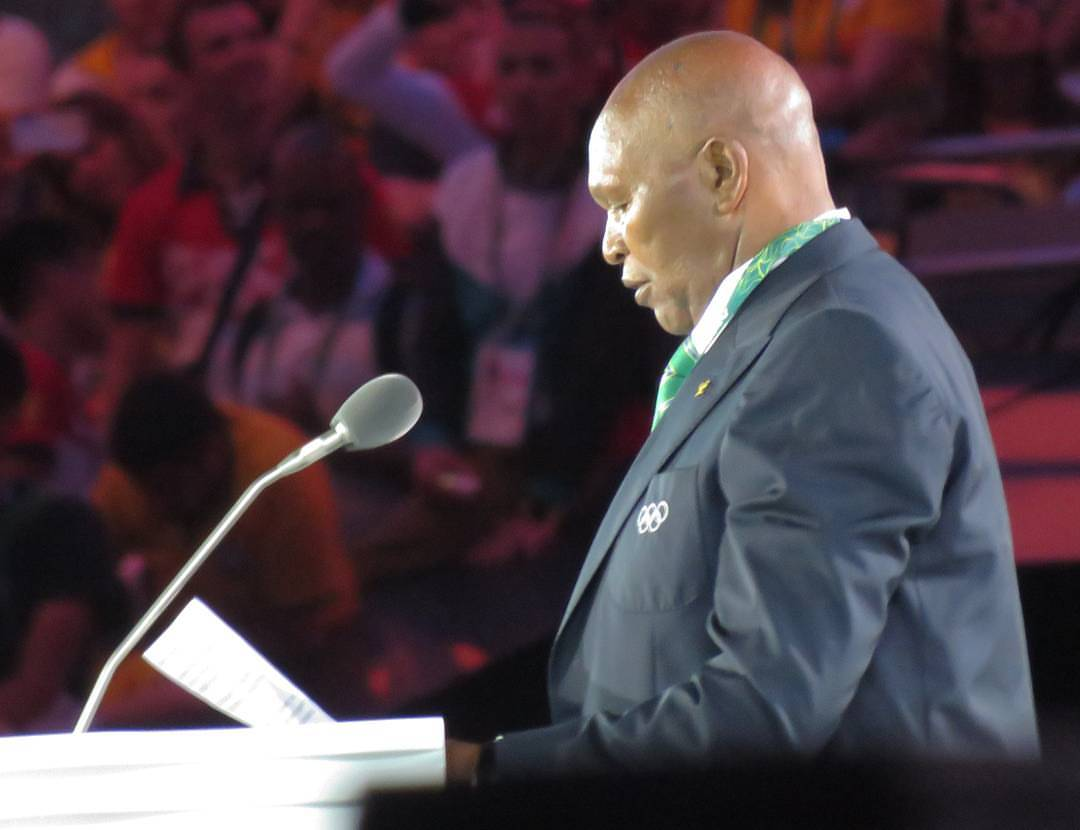
Kip Keino è il primo atleta insignito dell'Alloro Olimpico

Il presidente del Brasile facente funzioni Michel Temer ha annunciato ufficialmente dagli spalti l'apertura della trentunesima Olimpiade. Contrariamente alle passate edizioni, Temer non è stato presentato all'inizio della cerimonia, né citato al termine del discorso del presidente del CIO Bach per ridurre al minimo le possibili contestazioni da parte del pubblico brasiliano presente allo stadio, che ha comunque accompagnato il suo breve intervento con fischi di dissenso.
Dopo l'apertura ufficiale dei Giochi, otto rappresentanti dello sport e delle istituzioni brasiliane hanno portato all'interno dello stadio la bandiera olimpica. Queste otto persone erano: Marta Vieira da Silva (calcio), Sandra Pires (beach volley), Oscar Schmidt (pallacanestro), Torben Grael (vela), Emanuel Rego (beach volley), Joaquim Cruz (atletica leggera), Ellen Gracie (ex presidentessa del Tribunale supremo federale brasiliano) e Rosa Celia Pimentel Barbosa (cardiologa pediatrica fondatrice dell'istituto Pró-Criança Cardíaca).
La bandiera è quindi stata issata da agenti della guardia forestale dello stato di Rio de Janeiro, accompagnata dall'inno olimpico cantato da un coro di bambini e ragazzi.
È stato poi il momento dei giuramenti: il velista Robert Scheidt ha letto quello degli atleti a cui sono seguiti quello dei giudici e quello degli allenatori, quest'ultimo introdotto per la prima volta in questa edizione dei Giochi.
Un'altra novità introdotta ai Giochi olimpici nel 2016 è stata l'assegnazione dell'Alloro Olimpico, un premio che verrà assegnato in tutte le future cerimonie di apertura dei Giochi ad uno sportivo che ha portato avanti lo spirito olimpico dentro e fuori dallo sport. Il primo atleta investito di questa onorificenza è stato il keniano Kip Keino, due volte campione olimpico nel 1968 e 1972 e presidente del comitato olimpico del Kenya, paese nel quale porta avanti un'associazione per l'aiuto degli orfani e dove ha aperto una scuola elementare e una scuola superiore.

### Accensione del braciere olimpico
La staffetta dei tedofori si è conclusa con il tennista Gustavo Kuerten che ha condotto la fiaccola all'interno dello stadio per poi consegnarla all'ex cestista Hortência de Fátima Marcari che a sua volta l'ha passata all'ultimo tedoforo, il maratoneta Vanderlei de Lima, che ha così accesso il braciere olimpico, il quale si è sollevato a diversi metri di altezza per collocarsi al centro di una struttura mobile a raggiera di metallo riflettente.

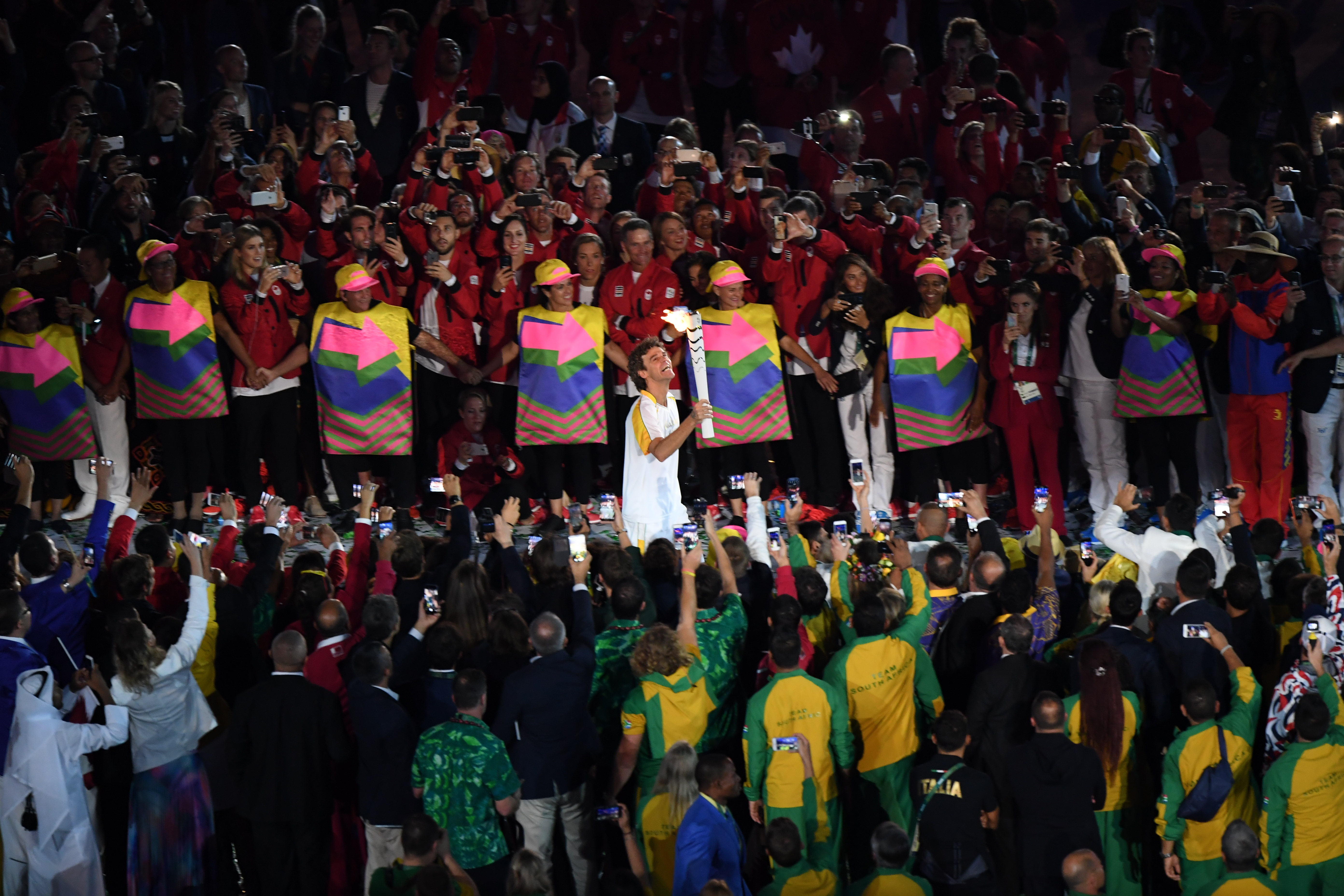
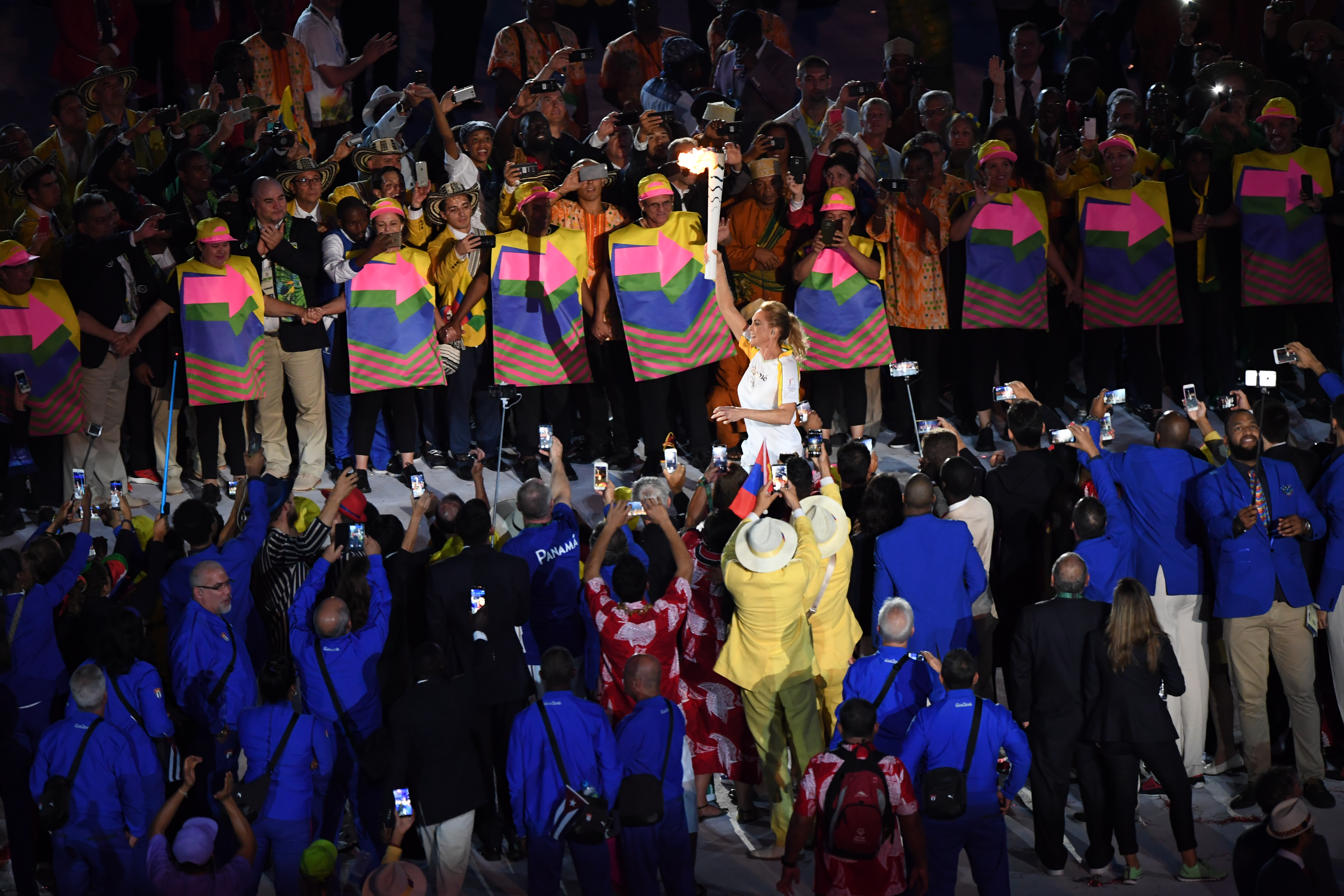
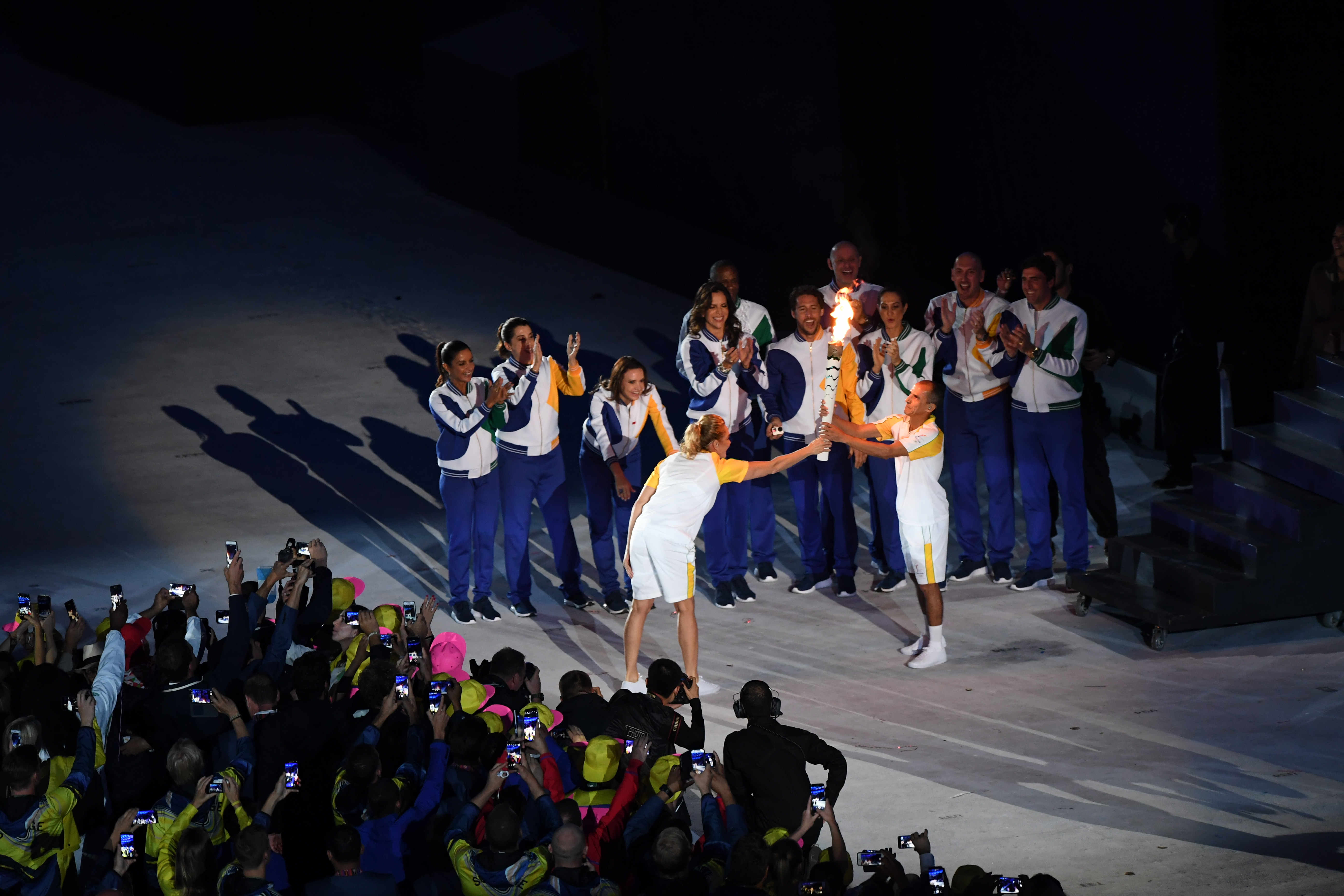
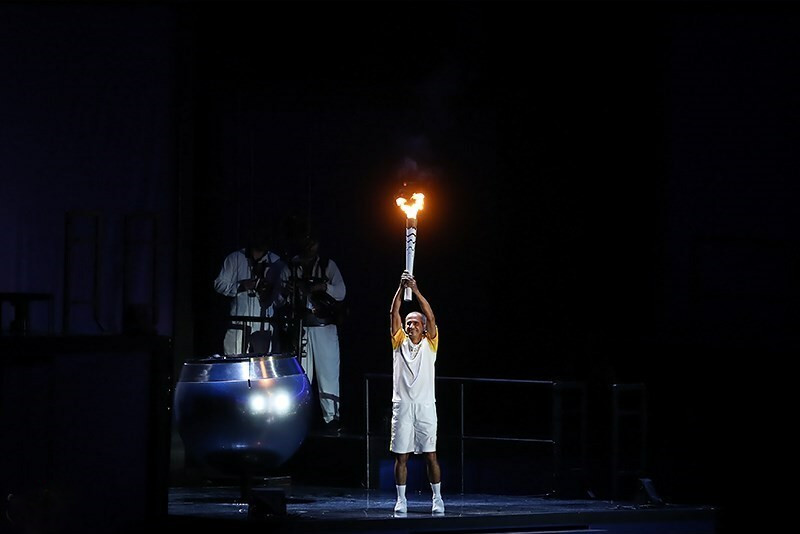
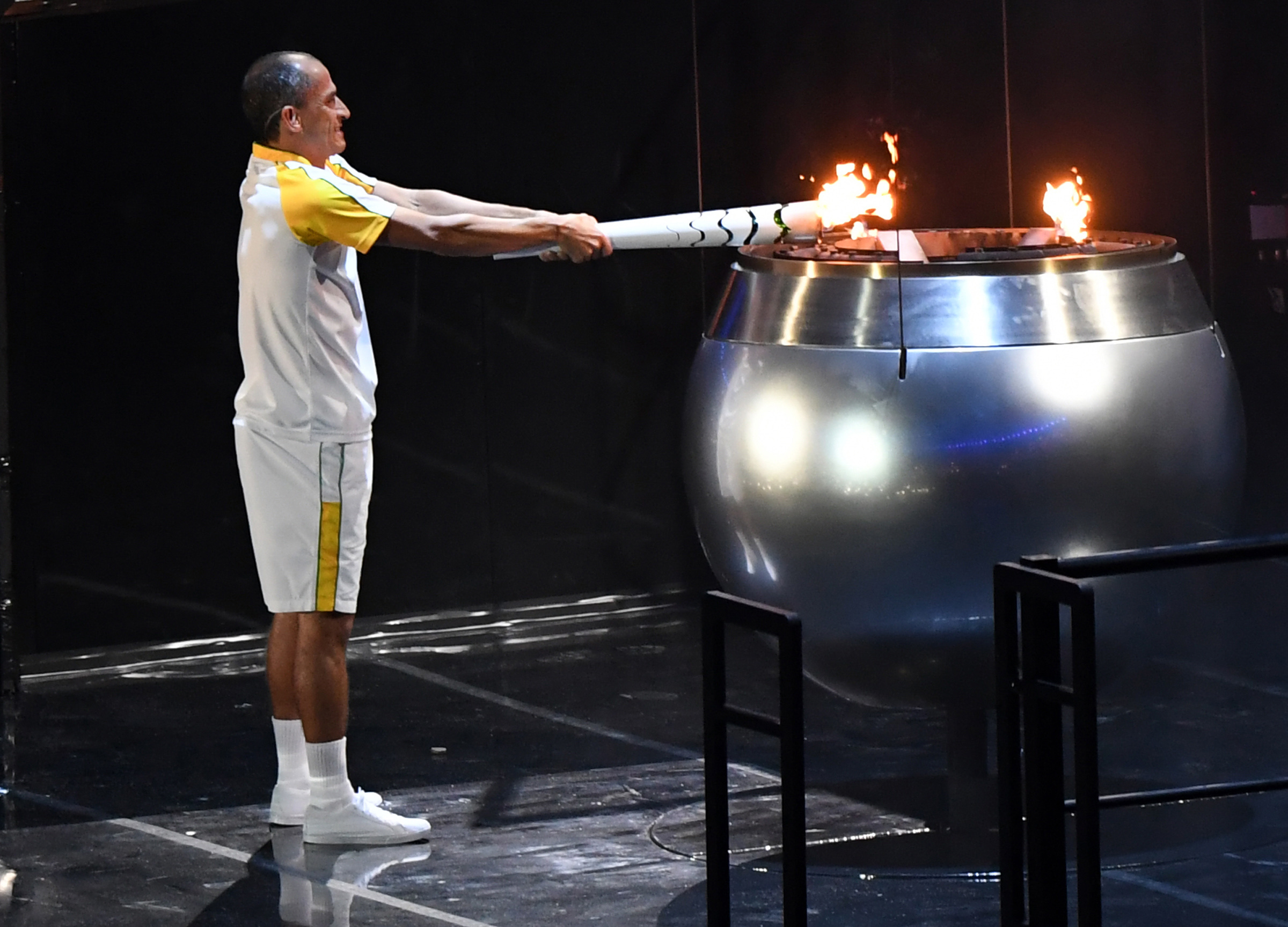
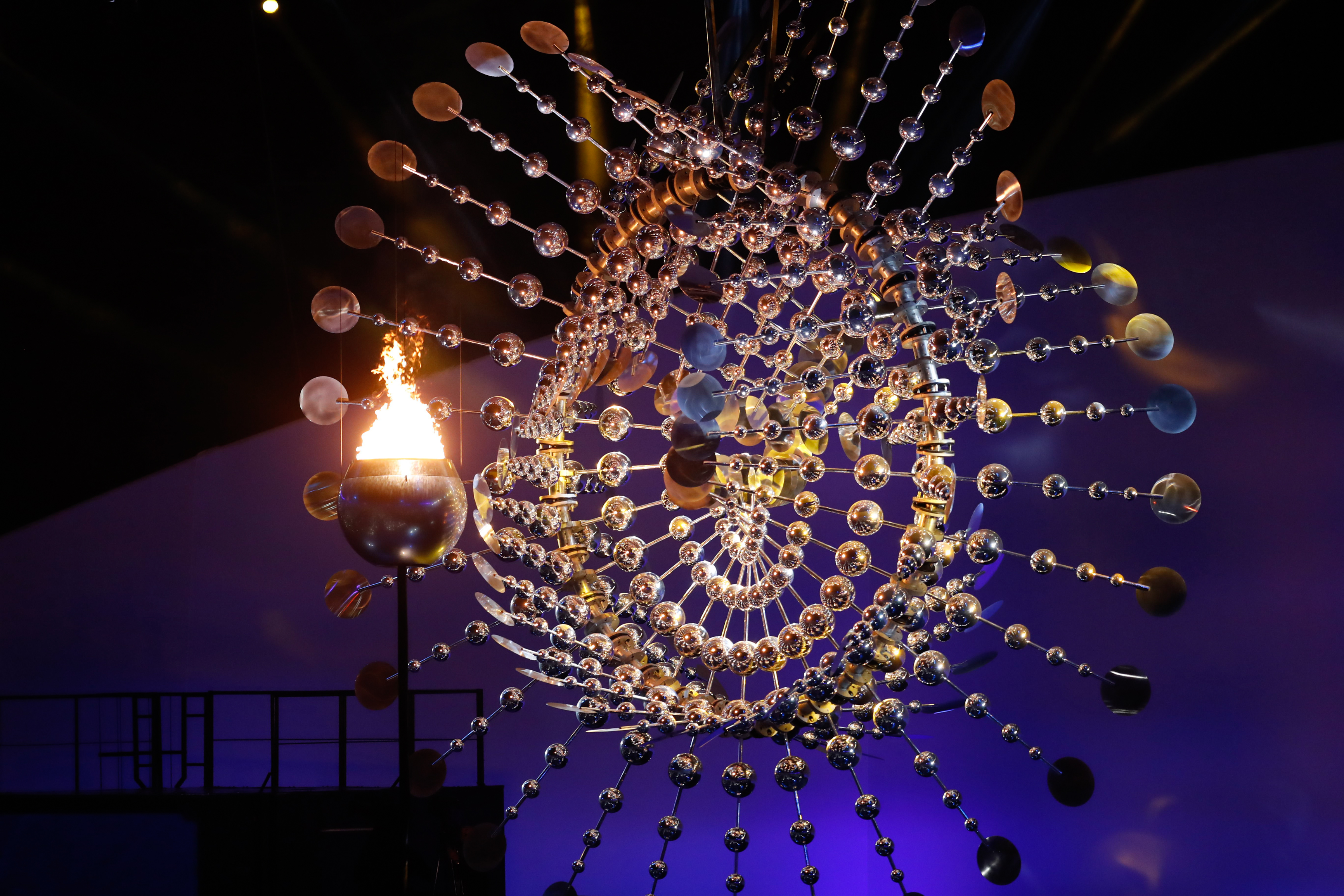

## Delegazioni
Hanno preso parte alla cerimonia inaugurale 207 diverse delegazioni. Secondo la tradizione, la sfilata è stata aperta dalla rappresentativa greca, in omaggio al Paese in cui si svolsero le Olimpiadi antiche, ed è stata conclusa dalla delegazione del Brasile, in qualità di Paese ospitante. Le altre delegazioni hanno sfilato in ordine alfabetico secondo le rispettive denominazioni in lingua portoghese.
| N°  | Paese                        | Portabandiera              | Sport              | Note   |
| --- | ---------------------------- | -------------------------- | ------------------ | ------ |
| 1   | Grecia                       | Sofia Bekatōrou            | Vela               | [ 10 ] |
| 2   | Afghanistan                  | Kamia Yousufi              | Atletica leggera   | [ 11 ] |
| 3   | Sudafrica                    | Wayde van Niekerk          | Atletica leggera   | [ 12 ] |
| 4   | Albania                      | Luiza Gega                 | Atletica leggera   | [ 13 ] |
| 5   | Germania                     | Timo Boll                  | Tennistavolo       | [ 14 ] |
| 6   | Andorra                      | Laura Sallés               | Judo               | [ 15 ] |
| 7   | Angola                       | Luísa Kiala                | Pallamano          | [ 16 ] |
| 8   | Antigua e Barbuda            | Daniel Bailey              | Atletica leggera   |        |
| 9   | Arabia Saudita               | Sulaiman Hamad             | Judo               |        |
| 10  | Algeria                      | Sonia Asselah              | Judo               | [ 17 ] |
| 11  | Argentina                    | Luis Scola                 | Pallacanestro      | [ 18 ] |
| 12  | Armenia                      | Vahan Mkhitaryan           | Nuoto              | [ 19 ] |
| 13  | Aruba                        | Nicole van der Velden      | Vela               |        |
| 14  | Atleti Olimpici Indipendenti |                            |                    |        |
| 15  | Australia                    | Anna Meares                | Ciclismo           | [ 20 ] |
| 16  | Austria                      | Liu Jia                    | Tennistavolo       | [ 21 ] |
| 17  | Azerbaigian                  | Teymur Məmmədov            | Pugilato           | [ 22 ] |
| 18  | Bahamas                      | Shaunae Miller             | Atletica leggera   |        |
| 19  | Bangladesh                   | Siddikur Rahman            | Golf               |        |
| 20  | Barbados                     | Ramon Gittens              | Atletica leggera   |        |
| 21  | Bahrein                      | Farhan Saleh               | Nuoto              |        |
| 22  | Belgio                       | Olivia Borlée              | Atletica leggera   |        |
| 23  | Belize                       | Brandon Jones              | Atletica leggera   |        |
| 24  | Benin                        | Yémi Apithy                | Scherma            |        |
| 25  | Bermuda                      | Tyrone Smith               | Atletica leggera   |        |
| 26  | Bielorussia                  | Vasil' Kiryenka            | Ciclismo           |        |
| 27  | Bolivia                      | Ángela Castro              | Atletica leggera   |        |
| 28  | Bosnia ed Erzegovina         | Amel Tuka                  | Atletica leggera   |        |
| 29  | Botswana                     | Nijel Amos                 | Atletica leggera   |        |
| 30  | Brunei                       | Mohamed Fakhri Ismail      | Atletica leggera   |        |
| 31  | Bulgaria                     | Ivet Lalova-Collio         | Atletica leggera   |        |
| 32  | Burkina Faso                 | Rachid Sidibé              | Judo               |        |
| 33  | Burundi                      | Francine Niyonsaba         | Atletica leggera   |        |
| 34  | Bhutan                       | Karma                      | Tiro con l'arco    |        |
| 35  | Capo Verde                   | Maria Andrade              | Taekwondo          |        |
| 36  | Camerun                      | Wilfried Ntsengue          | Pugilato           |        |
| 37  | Cambogia                     | Sorn Seavmey               | Taekwondo          |        |
| 38  | Canada                       | Rosannagh MacLennan        | Ginnastica         |        |
| 39  | Qatar                        | Sheikh Ali al-Thani Hamad  | Equitazione        |        |
| 40  | Isole Cayman                 | Ronald Forbes              | Atletica leggera   |        |
| 41  | Kazakistan                   | Ruslan Zhaparov            | Taekwondo          |        |
| 42  | Rep. Centrafricana           | Chloe Savourel             | Atletica leggera   |        |
| 43  | Ciad                         | Bibiro Ali Taher           | Atletica leggera   |        |
| 44  | Cile                         | Érika Olivera              | Atletica leggera   |        |
| 45  | Cina                         | Lei Sheng                  | Scherma            |        |
| 46  | Cipro                        | Pavlos Kontides            | Vela               |        |
| 47  | Colombia                     | Yuri Alvear                | Judo               |        |
| 48  | Comore                       | Nazlati Mohamed Andhumdine | Nuoto              |        |
| 49  | Rep. del Congo               | Franck Elemba              | Atletica leggera   |        |
| 50  | RD del Congo                 | Rosa Keleku                | Taekwondo          |        |
| 51  | Isole Cook                   | Ella Nicholas              | Canoa              |        |
| 52  | Corea del Sud                | Gu Bon-gil                 | Scherma            |        |
| 53  | Costa d'Avorio               | Murielle Ahouré            | Atletica leggera   |        |
| 54  | Costa Rica                   | Nery Brenes                | Atletica leggera   |        |
| 55  | Croazia                      | Josip Pavić                | Pallanuoto         |        |
| 56  | Cuba                         | Mijaín López               | Pugilato           |        |
| 57  | Danimarca                    | Caroline Wozniacki         | Tennis             |        |
| 58  | Gibuti                       | Abdi Waiss Mouhyadin       | Atletica leggera   |        |
| 59  | Dominica                     | Yordanys Durañona          | Atletica leggera   |        |
| 60  | Rep. Dominicana              | Luguelín Santos            | Atletica leggera   |        |
| 61  | Egitto                       | Alaaeldin Abouelkassem     | Scherma            |        |
| 62  | El Salvador                  | Lilian Castro              | Tiro a segno       |        |
| 63  | Emirati Arabi Uniti          | Nada Al-Bedwawi            | Nuoto              |        |
| 64  | Ecuador                      | Estefania García           | Judo               |        |
| 65  | Eritrea                      | Ghirmay Ghebreslassie      | Atletica leggera   |        |
| 66  | Slovacchia                   | Danka Barteková            | Tiro a segno       |        |
| 67  | Slovenia                     | Vasilij Žbogar             | Vela               |        |
| 68  | Spagna                       | Rafael Nadal               | Tennis             |        |
| 69  | Micronesia                   | Jennifer Chieng            | Pugilato           |        |
| 70  | Stati Uniti                  | Michael Phelps             | Nuoto              |        |
| 71  | Estonia                      | Karl-Martin Rammo          | Vela               |        |
| 72  | Etiopia                      | Tsgabu Grmay               | Ciclismo           |        |
| 73  | Macedonia                    | Anastasija Bogdanovski     | Nuoto              |        |
| 74  | Figi                         | Osea Kolinisau             | Rugby a 7          |        |
| 75  | Filippine                    | Ian Lariba                 | Tennistavolo       |        |
| 76  | Finlandia                    | Tuuli Petäjä-Sirén         | Vela               |        |
| 77  | Francia                      | Teddy Riner                | Judo               |        |
| 78  | Gabon                        | Anthony Obame              | Taekwondo          |        |
| 79  | Gambia                       | Gina Bass                  | Atletica leggera   |        |
| 80  | Ghana                        | Flings Owusu-Agyapong      | Atletica leggera   |        |
| 81  | Georgia                      | Avtandil Tchrikishvili     | Judo               |        |
| 82  | Regno Unito                  | Andy Murray                | Tennis             |        |
| 83  | Grenada                      | Kirani James               | Atletica leggera   |        |
| 84  | Guam                         | Benjamin Schulte           | Nuoto              |        |
| 85  | Guatemala                    | Ana Sofía Gómez            | Ginnastica         |        |
| 86  | Guyana                       | Hannibal Gaskin            | Nuoto              |        |
| 87  | Guinea                       | Mamadama Bangoura          | Judo               |        |
| 88  | Guinea Equatoriale           | Reïna-Flor Okori           | Atletica leggera   |        |
| 89  | Guinea-Bissau                | Augusto Midana             | Lotta              |        |
| 90  | Haiti                        | Asnage Castelly            | Lotta              |        |
| 91  | Honduras                     | Rolando Palacios           | Atletica leggera   |        |
| 92  | Hong Kong                    | Stephanie Au               | Nuoto              |        |
| 93  | Ungheria                     | Áron Szilágyi              | Scherma            |        |
| 94  | Yemen                        | Zeyad Mater                | Judo               |        |
| 95  | India                        | Abhinav Bindra             | Tiro a segno       |        |
| 96  | Indonesia                    | Maria Natalia Londa        | Atletica leggera   |        |
| 97  | Iran                         | Zahra Nemati               | Tiro con l'arco    |        |
| 98  | Iraq                         | Waheed Abdul-Ridha         | Pugilato           |        |
| 99  | Irlanda                      | Paddy Barnes               | Pugilato           |        |
| 100 | Islanda                      | Þormóður Árni Jónsson      | Judo               |        |
| 101 | Israele                      | Neta Rivkin                | Ginnastica         |        |
| 102 | Italia                       | Federica Pellegrini        | Nuoto              |        |
| 103 | Giamaica                     | Shelly-Ann Fraser-Pryce    | Atletica leggera   |        |
| 104 | Giappone                     | Keisuke Ushiro             | Atletica leggera   |        |
| 105 | Giordania                    | Hussein Iashaish           | Pugilato           |        |
| 106 | Kiribati                     | David Katoatau             | Sollevamento pesi  |        |
| 107 | Kosovo                       | Majlinda Kelmendi          | Judo               |        |
| 108 | Laos                         | Xaysa Anousone             | Atletica leggera   |        |
| 109 | Lesotho                      | Mosito Lehata              | Atletica leggera   |        |
| 110 | Lettonia                     | Māris Štrombergs           | Ciclismo           |        |
| 111 | Libano                       | Nacif Elias                | Judo               |        |
| 112 | Liberia                      | Emmanuel Matadi            | Atletica leggera   |        |
| 113 | Libia                        | Mohamed Fuad Herzi         | Atletica leggera   |        |
| 114 | Liechtenstein                | Julia Hassler              | Nuoto              |        |
| 115 | Lituania                     | Gintarė Scheidt            | Vela               |        |
| 116 | Lussemburgo                  | Gilles Müller              | Tennis             |        |
| 117 | Madagascar                   | Éliane Saholinirina        | Atletica leggera   |        |
| 118 | Malaysia                     | Lee Chong Wei              | Badminton          |        |
| 119 | Malawi                       | Kefasi Chitsala            | Atletica leggera   |        |
| 120 | Maldive                      | Aminath Shajan             | Nuoto              |        |
| 121 | Mali                         | Djenebou Dante             | Atletica leggera   |        |
| 122 | Malta                        | Andrew Chetcuti            | Nuoto              |        |
| 123 | Isole Marshall               | Mathlynn Sasser            | Sollevamento pesi  |        |
| 124 | Marocco                      | Abdelkebir Ouaddar         | Equitazione        |        |
| 125 | Mauritius                    | Kate Foo Kune              | Badminton          |        |
| 126 | Mauritania                   | Jidou El Moctar            | Atletica leggera   |        |
| 127 | Messico                      | Daniela Campuzano          | Ciclismo           |        |
| 128 | Mozambico                    | Joaquim Lobo               | Canoa              |        |
| 129 | Moldavia                     | Nicolae Ceban              | Lotta              |        |
| 130 | Monaco                       | Yann Siccardi              | Judo               |        |
| 131 | Mongolia                     | Temuulen Battulga          | Judo               |        |
| 132 | Montenegro                   | Bojana Popović             | Pallamano          |        |
| 133 | Birmania                     | Yan Naing Soe              | Judo               |        |
| 134 | Namibia                      | Jonas Junias               | Pugilato           |        |
| 135 | Nauru                        | Elson Brechtefeld          | Sollevamento pesi  |        |
| 136 | Nepal                        | Phupu Lhamu Khatri         | Judo               |        |
| 137 | Nicaragua                    | Rafael Lacayo              | Tiro a segno       |        |
| 138 | Niger                        | Abdoul Razak Issoufou      | Taekwondo          |        |
| 139 | Nigeria                      | Olufunke Oshonaike         | Tennistavolo       |        |
| 140 | Norvegia                     | Ole Kristian Bryhn         | Tiro a segno       |        |
| 141 | Nuova Zelanda                | Blair Tuke                 | Vela               |        |
| 142 | Oman                         | Hamed Said Al-Khatri       | Tiro a segno       |        |
| 143 | Paesi Bassi                  | Jeroen Dubbeldam           | Equitazione        |        |
| 144 | Palau                        | Florian Temengil           | Lotta              |        |
| 145 | Palestina                    | Mayada al-Sayad            | Atletica leggera   |        |
| 146 | Panama                       | Alonso Edward              | Atletica leggera   |        |
| 147 | Papua Nuova Guinea           | Ryan Pini                  | Nuoto              |        |
| 148 | Pakistan                     | Shah Hussain Shah          | Judo               |        |
| 149 | Paraguay                     | Julieta Granada            | Golf               |        |
| 150 | Perù                         | Francisco Boza             | Tiro a segno       |        |
| 151 | Polonia                      | Karol Bielecki             | Pallamano          |        |
| 152 | Porto Rico                   | Jaime Espinal              | Lotta              |        |
| 153 | Portogallo                   | João Rodrigues             | Vela               |        |
| 154 | Kenya                        | Shehzana Anwar             | Tiro con l'arco    |        |
| 155 | Kirghizistan                 | Erkin Adylbek Uulu         | Pugilato           |        |
| 156 | Corea del Nord               | Choe Jon-Wi                | Sollevamento pesi  |        |
| 157 | Romania                      | Cătălina Ponor             | Ginnastica         |        |
| 158 | Ruanda                       | Adrien Niyonshuti          | Ciclismo           |        |
| 159 | Russia                       | Sergej Tetjuchin           | Pallavolo          |        |
| 160 | Isole Salomone               | Jenly Tegu Wini            | Sollevamento pesi  |        |
| 161 | Samoa                        | Mary Opeloge               | Sollevamento pesi  |        |
| 162 | Samoa Americane              | Tanumafili Jungblut        | Sollevamento pesi  |        |
| 163 | San Marino                   | Arianna Perilli            | Tiro a volo        |        |
| 164 | Saint Lucia                  | Levern Spencer             | Atletica leggera   |        |
| 165 | Saint Kitts e Nevis          | Antoine Adams              | Atletica leggera   |        |
| 166 | São Tomé e Príncipe          | Romário Leitão             | Atletica leggera   |        |
| 167 | Saint Vincent e Grenadine    | Kineke Alexander           | Atletica leggera   |        |
| 168 | Seychelles                   | Rodney Govinden            | Vela               |        |
| 169 | Senegal                      | Isabelle Sambou            | Lotta              |        |
| 170 | Sierra Leone                 | Bunturabie Jalloh          | Nuoto              |        |
| 171 | Serbia                       | Ivana Maksimović           | Tiro a segno       |        |
| 172 | Singapore                    | Derek Wong Zi Liang        | Badminton          |        |
| 173 | Siria                        | Majed Aldin Ghazal         | Atletica leggera   |        |
| 174 | Somalia                      | Mohamed Hassan Mohamed     | Atletica leggera   |        |
| 175 | Sri Lanka                    | Anuradha Cooray            | Atletica leggera   |        |
| 176 | eSwatini                     | Sibusiso Matsenjwa         | Atletica leggera   |        |
| 177 | Sudan                        | Abdalla Yousif             | Atletica leggera   |        |
| 178 | Sudan del Sud                | Guor Marial                | Atletica leggera   |        |
| 179 | Svezia                       | Therese Alshammar          | Nuoto              |        |
| 180 | Svizzera                     | Giulia Steingruber         | Ginnastica         |        |
| 181 | Suriname                     | Soren Opti                 | Badminton          |        |
| 182 | Tagikistan                   | Dilshod Nazarov            | Atletica leggera   |        |
| 183 | Thailandia                   | Ratchanok Intanon          | Badminton          |        |
| 184 | Taipei cinese                | Isheau Wong                | Equitazione        |        |
| 185 | Tanzania                     | Andrew Thomas Mlugu        | Judo               |        |
| 186 | Rep. Ceca                    | Lukáš Krpálek              | Judo               |        |
| 187 | Timor Est                    | Francelina Cabral          | Ciclismo           |        |
| 188 | Togo                         | Adzo Kpossi                | Nuoto              |        |
| 189 | Tonga                        | Pita Taufatofua            | Taekwondo          |        |
| 190 | Trinidad e Tobago            | Keshorn Walcott            | Atletica leggera   |        |
| 191 | Tunisia                      | Oussama Mellouli           | Nuoto              |        |
| 192 | Turkmenistan                 | Merdan Atayev              | Nuoto              |        |
| 193 | Turchia                      | Rıza Kayaalp               | Lotta              |        |
| 194 | Tuvalu                       | Etimoni Timuani            | Atletica leggera   |        |
| 195 | Ucraina                      | Mykola Milchev             | Tiro a volo        |        |
| 196 | Uganda                       | Joshua Tibatemwa           | Nuoto              |        |
| 197 | Uruguay                      | Dolores Moreira            | Vela               |        |
| 198 | Uzbekistan                   | Bakhodir Jalolov           | Pugilato           |        |
| 199 | Vanuatu                      | Yoshua Shing               | Tennistavolo       |        |
| 200 | Venezuela                    | Rubén Limardo              | Scherma            |        |
| 201 | Vietnam                      | Vũ Thành An                | Scherma            |        |
| 202 | Isole Vergini Americane      | Cy Thompson                | Vela               |        |
| 203 | Isole Vergini Britanniche    | Ashley Kelly               | Atletica leggera   |        |
| 204 | Zambia                       | Mathews Punza              | Judo               |        |
| 205 | Zimbabwe                     | Kirsty Coventry            | Nuoto              | [ 23 ] |
| 206 | Atleti Olimpici Rifugiati    | Yusra Mardini              | Nuoto              | [ 24 ] |
| 207 | Brasile                      | Yane Marques               | Pentathlon moderno | [ 25 ] |

## Accoglienza critica
Christine Brennan ha scritto per USA Today: "La cerimonia di apertura di Rio è stata squisitamente coreografata come uno spettacolo chiassoso, una toccante dichiarazione sociale e un'audace sfida al mondo. Chi ha bisogno di soldi quando hai una coscienza?".
Anche Meredith Blake, giornalista del Los Angeles Times, ha elogiato gli organizzatori che hanno offerto uno spettacolo ispirato e vibrante nonostante avessero un budget inferiore rispetto alle edizioni precedenti.
David Rooney di The Hollywood Reporter ha scritto: "Il regista Fernando Mereilles e il suo team hanno lanciato un appello che fa riflettere per affrontare il riscaldamento globale e la deforestazione, mascherati da un'emozionante celebrazione multiculturale della tolleranza". Ha continuato: "Mereilles ha promesso uno spettacolo assemblato per solo una frazione del prezzo di 42 milioni di dollari di Londra. Ciò significava un'enfasi su performance a bassa tecnologia, teatro fisico e spettacoli pirotecnici attenti alle emissioni".